# قصر عنجر
قصر أو قلعة عنجر هي مدينة أموية بناها الوليد بن عبد الملك في القرن الثامن للميلاد (705ـ715)، مستعينا بالمهندسيين البيزنطيين. إلا انها دمرت في عهد مروان الثاني أثناء النزاع على الملك مع إبراهيم بن الوليد، لتبقى مهملة لمدة طويلة من الزمن.
في عام 1943 كشفت المديرية العامة للأثار النقاب عن هذه القلعة، وبعد سنوات من التنقيب اتت النتيجة على الشكل التالي:
مدينة مستطيلة الشكل (370 متراً ـ 310 أمتار) محاطة بسور دعم من الجهة الخارجية ب36 برجا نصف دائري، وأضيفت إلى زواياه أربعة أبراج دائرية. أما من الداخل فقد حافظت المدينة على مبانيها: قصران، جامع، حمامات، مخازن تجارية، أبنية سكنية وطريقان أساسيتان تقسمان المدينة شمالاً جنوباً وشرقاً غرباً، ويمثّل التقاؤهما في وسط الموقع ما يعرف باسم البوّابة الرباعيّة.
في عام 1984 اضيفت إلى لائحة التراث العالمي لليونسكو.